# Comité Paralímpico Nacional de Kenia
El Comité Paralímpico Nacional de Kenia es el comité paralímpico nacional que representa a Kenia. Esta organización es la responsable de las actividades deportivas paralímpicas en el país. Es miembro del Comité Paralímpico Internacional y del Comité Paralímpico Africano.